# Canton de Brive-la-Gaillarde-2
Le canton de Brive-la-Gaillarde-2 est une circonscription électorale française du département de la Corrèze créée par le décret du 24 février 2014 et entrée en vigueur lors des élections départementales de 2015.

## Histoire
Un nouveau découpage territorial de la Corrèze entre en vigueur en mars 2015, défini par le décret du 24 février 2014, en application des lois du 17 mai 2013 (loi organique 2013-402 et loi 2013-403). Les conseillers départementaux sont, à compter de ces élections, élus au scrutin majoritaire binominal mixte. Les électeurs de chaque canton élisent au Conseil départemental, nouvelle appellation du Conseil général, deux membres de sexe différent, qui se présentent en binôme de candidats. Les conseillers départementaux sont élus pour 6 ans au scrutin binominal majoritaire à deux tours, l'accès au second tour nécessitant 12,5 % des inscrits au 1er tour. En outre la totalité des conseillers départementaux est renouvelée. Ce nouveau mode de scrutin nécessite un redécoupage des cantons dont le nombre est divisé par deux avec arrondi à l'unité impaire supérieure si ce nombre n'est pas entier impair, assorti de conditions de seuils minimaux. Dans la Corrèze, le nombre de cantons passe ainsi de 37 à 19. Le nouveau canton de Brive-la-Gaillarde-2 est issu d'un remodelage des différents cantons Brive-la-Gaillarde-Centre, Brive-la-Gaillarde-Nord-Est, Brive-la-Gaillarde-Nord-Ouest, Brive-la-Gaillarde-Sud-Est et Brive-la-Gaillarde-Sud-Ouest.

## Représentation
| Période élective | Période élective | Mandat | Mandat   | Identité         | Nuance | Nuance | Qualité |
| ---------------- | ---------------- | ------ | -------- | ---------------- | ------ | ------ | --- |
| 2015             | 2021             | 2015   | 2021     | Francis Colasson |        | LR     | Expert judiciaire à Brive-la-Gaillarde Ancien conseiller municipal de Brive-la-Gaillarde                      |
| 2015             | 2021             | 2015   | 2021     | Lilith Pittman   |        | LR     | Conseillère municipale de Brive-la-Gaillarde (2014-2020) Vice-présidente du Conseil départemental (2015-2021) |
| 2021             | 2028             | 2021   | en cours | Julien Bounie    |        | LR     | Conseiller municipal de Brive-la-Gaillarde depuis 2020                                                        |
| 2021             | 2028             | 2021   | en cours | Claude Chirac    |        | DVD    | Conseillère en communication                                                                                  |

### Résultats détaillés

#### Élections de mars 2015
À l'issue du 1er tour des élections départementales de 2015, deux binômes sont en ballottage : Francis Colasson et Lilith Pittman (UMP, 49,46 %) et Adem Ersoy et Marion Leyssenne (PS, 32,03 %). Le taux de participation est de 51,76 % (4 900 votants sur 9 466 inscrits) contre 59,60 % au niveau départemental et 50,17 % au niveau national.
Au second tour, Francis Colasson et Lilith Pittman (UMP) sont élus avec 64,27 % des suffrages exprimés et un taux de participation de 52,12 % (2 878 voix pour 4 932 votants et 9 463 inscrits).

#### Élections de juin 2021
Le premier tour des élections départementales de 2021 est marqué par un très faible taux de participation (33,26 % au niveau national). Dans le canton de Brive-la-Gaillarde-2, ce taux de participation est de 31,46 % (2 961 votants sur 9 412 inscrits) contre 42,13 % au niveau départemental. À l'issue de ce premier tour, deux binômes sont en ballottage : Julien Bounie et Claude Chirac (Union à droite, 58,42 %) et Joachim Dos Santos et Denise Veau-Lachaud (Union à gauche, 19,43 %).
Le second tour des élections est marqué une nouvelle fois par une abstention massive équivalente au premier tour. Les taux de participation sont de 34,3 % au niveau national, 43,69 % dans le département et 34,64 % dans le canton de Brive-la-Gaillarde-2. Julien Bounie et Claude Chirac (Union à droite) sont élus avec 70,6 % des suffrages exprimés (2 144 voix pour 3 261 votants et 9 415 inscrits),,. 

## Composition
| Nom                                        | Code Insee | Intercommunalité      | Superficie (km2) | Population (dernière pop. légale)                | Densité (hab./km2) | Modifier                                    |
| ------------------------------------------ | ---------- | --------------------- | ---------------- | ------------------------------------------------ | ------------------ | ------------------------------------------- |
| Brive-la-Gaillarde (bureau centralisateur) | 19031      | CA du Bassin de Brive | 48,59            | Fraction : 12 787 (2022) Commune : 46 769 (2022) | 963                | modifier les données · modifier les données |
| Canton de Brive-la-Gaillarde-2             | 1904       |                       |                  | 12 787 (2022)                                    |                    | modifier les données                        |

Le canton de Brive-la-Gaillarde-2 comprend la partie de la commune de Brive-la-Gaillarde située à l'intérieur du périmètre défini par l'axe des voies et limites suivantes : depuis la limite territoriale de la commune d'Ussac, avenue du Printemps, second délestement gauche de l'avenue du Printemps, avenue du Printemps, ligne droite perpendiculaire à la rue Charles Péguy de son extrémité à l'avenue du Printemps, rue Charles-Péguy, rue Beauséjour, rue Albéric-Cahuet, passage entre la rue du Beau-Vallon et la rue Albéric-Cahuet, rue du Beau-Vallon, rue Pierre-Benoît, rue Marceau, boulevard Gabriel-Péri, boulevard d'Estienne d'Orves, boulevard Mirabeau, pont de la Bouvie, boulevard Mirabeau, boulevard Henri-de-Jouvenel, boulevard du Colonel-Germain, boulevard Louis-Blanc, boulevard du Docteur-Marbeau, boulevard Clemenceau, boulevard Brune, boulevard de l'Amiral-Grivel, avenue Thiers, boulevard Jules-Ferry, boulevard du Salan, boulevard Anatole-France, avenue de Paris, cours de la Corrèze, jusqu'à la limite territoriale de la commune de Malemort-sur-Corrèze.

## Démographie
En 2022, le canton comptait 12 787 habitants, en évolution de +0,7 % par rapport à 2016 (Corrèze : −0,59 %, France hors Mayotte : +2,11 %).
| 2013   | 2018   | 2022   |
| ------ | ------ | ------ |
| 12 527 | 12 725 | 12 787 |

## Historique des élections

### Élection de 2015
| Candidats           | Partis      | Partis      | Premier tour | Premier tour | Second tour | Second tour |
| Candidats           | Partis      | Partis      | Voix         | %            | Voix        | %           |
| ------------------- | ----------- | ----------- | ------------ | ------------ | ----------- | ----------- |
| Francis Colasson    |             | UMP         | 2 282        | 49,46        | 2 878       | 64,27       |
| Lilith Pittman      |             | UMP         | 2 282        | 49,46        | 2 878       | 64,27       |
| Adem Ersoy          |             | PS          | 1 104        | 23,93        | 1 600       | 35,73       |
| Marion Leyssenne    |             | PS          | 1 104        | 23,93        | 1 600       | 35,73       |
| Stéphanie Arènes    |             | FN          | 803          | 17,40        |             |             |
| Antoine d'Aguanno   |             | FN          | 803          | 17,40        |             |             |
| Bertrand Daviot     |             | ND          | 425          | 9,21         |             |             |
| Denise Veau-Lachaud |             | PCF         | 425          | 9,21         |             |             |
|                     |             |             |              |              |             |             |
| Inscrits            | Inscrits    | Inscrits    | 9 466        | 100,00       | 9 463       | 100,00      |
| Abstentions         | Abstentions | Abstentions | 4 566        | 48,24        | 4 531       | 47,88       |
| Votants             | Votants     | Votants     | 4 900        | 51,76        | 4 932       | 52,12       |
| Blancs              | Blancs      | Blancs      | 178          | 3,63         | 270         | 5,47        |
| Nuls                | Nuls        | Nuls        | 108          | 2,20         | 184         | 3,73        |
| Exprimés            | Exprimés    | Exprimés    | 4 614        | 94,16        | 4 478       | 90,79       |

### Élection de 2021
| Candidats                | Partis                   | Partis                   | Premier tour | Premier tour | Second tour | Second tour |
| Candidats                | Partis                   | Partis                   | Voix         | %            | Voix        | %           |
| ------------------------ | ------------------------ | ------------------------ | ------------ | ------------ | ----------- | ----------- |
| Julien Bounie            |                          | LR                       | 1 648        | 58,42        | 2 144       | 70,60       |
| Claude Chirac            |                          | DVD                      | 1 648        | 58,42        | 2 144       | 70,60       |
| Joachim Dos Santos       |                          | PS                       | 548          | 19,43        | 893         | 29,40       |
| Denise Veau-Lachaud      |                          | PCF                      | 548          | 19,43        | 893         | 29,40       |
| Cyril Guy                |                          | RN                       | 356          | 12,62        |             |             |
| Jeanne Maury             |                          | RN                       | 356          | 12,62        |             |             |
| Adem Ersoy               |                          | DVG                      | 269          | 9,54         |             |             |
| Agnès Lebesson           |                          | DVG                      | 269          | 9,54         |             |             |
|                          |                          |                          |              |              |             |             |
| Suffrages exprimés       | Suffrages exprimés       | Suffrages exprimés       | 2 821        | 95,27        | 3 037       | 93,13       |
| Votes blancs             | Votes blancs             | Votes blancs             | 75           | 2,53         | 122         | 3,74        |
| Votes nuls               | Votes nuls               | Votes nuls               | 65           | 2,20         | 102         | 3,13        |
| Total                    | Total                    | Total                    | 2 961        | 100          | 3 261       | 100         |
| Abstention               | Abstention               | Abstention               | 6 451        | 68,54        | 6 154       | 65,36       |
| Inscrits / participation | Inscrits / participation | Inscrits / participation | 9 412        | 31,46        | 9 415       | 34,64       |